# Abbaye de Saint-Amand
Pour les articles homonymes, voir Saint-Amand.
L'abbaye de Saint-Amand, initialement abbaye d'Elnon, installée à Saint-Amand-les-Eaux (Nord), est une ancienne abbaye bénédictine en activité de 639 à 1790. Elle fut dès le IXe siècle un centre culturel important, avec une bibliothèque et un scriptorium de production de manuscrits, tels que la Seconde Bible de Charles le Chauve, et des écolâtres célèbres tels que Milon (mort en 872) et Hucbald (mort en 930).
Une des plus anciennes abbayes de France, elle fut plusieurs fois réduite en cendres, au point que les annalistes ont découpé son histoire selon les grandes périodes séparant chaque incendie.

## Histoire
L'abbaye est fondée sur un vaste terrain au confluent de la Scarpe et de l'Elnon, dans la forêt de Vicoigne, par le moine Amand de Maastricht vers l'an 633-639, sous le patronage de Dagobert Ier. En 679 saint Amand de Maastricht y meurt. Elle conserve longtemps le nom d'Elnon avant de prendre le nom de Saint-Amand, en mémoire de son fondateur.
Louis le débonnaire, sur la demande formelle de l'abbé Adaléode, confirme, le 29 juin 822, la suprématie d'Elnone sur l'abbaye de Barisis, reconnue par le roi Charles-le-Simple, en 889 et en 906.
L'abbaye, outre un travail de défrichage et d'aménagement des environs, devient un foyer d'études majeur de la renaissance carolingienne. Milon de Saint-Amand, auteur d'une Vie de saint Amand, y est notamment actif. Le roi Charles le Chauve y fait enterrer deux enfants, Pépin et Dreux, peut-être jumeaux, morts en bas âge, nés de son second mariage avec Richilde d'Ardennes.
Dans cette abbaye fut peint dans le troisième quart du IXe siècle le célèbre manuscrit Évangiles dits de François II dans lequel on peut voir une Crucifixion où le crucifié est un jeune homme imberbe à la tête inclinée vers la droite, les yeux ouverts et à l'air paisible.
Anéantie par les Normands à la fin du IXe siècle, l'abbaye est entièrement rebâtie au XVIIe siècle, par l'abbé Nicolas du Bois (1621-1673), selon un plan grandiose et admiré.
Elle est incendiée cinq fois : en 883, en 1066, 1340, 1424 et 1477.
En 1672, Dom Mabillon y découvre à la fin d’un manuscrit du poète chrétien Grégoire de Naziance un texte du Xe siècle en langue germanique, le Ludwigslied, qui commémore la victoire de l'armée franque de Louis III sur les Normands le 3 août 881 à Saucourt-en-Vimeu. Ce texte est aujourd'hui considéré comme l’un des plus anciens témoignages écrits de la langue germanique.
À la Révolution, l'abbaye est déclarée bien national, et détruite entre 1797 et 1820.
Au début du XXIe siècle, seuls subsistent et se visitent l'échevinage et la tour de l'église. Cette dernière accueille le musée municipal.

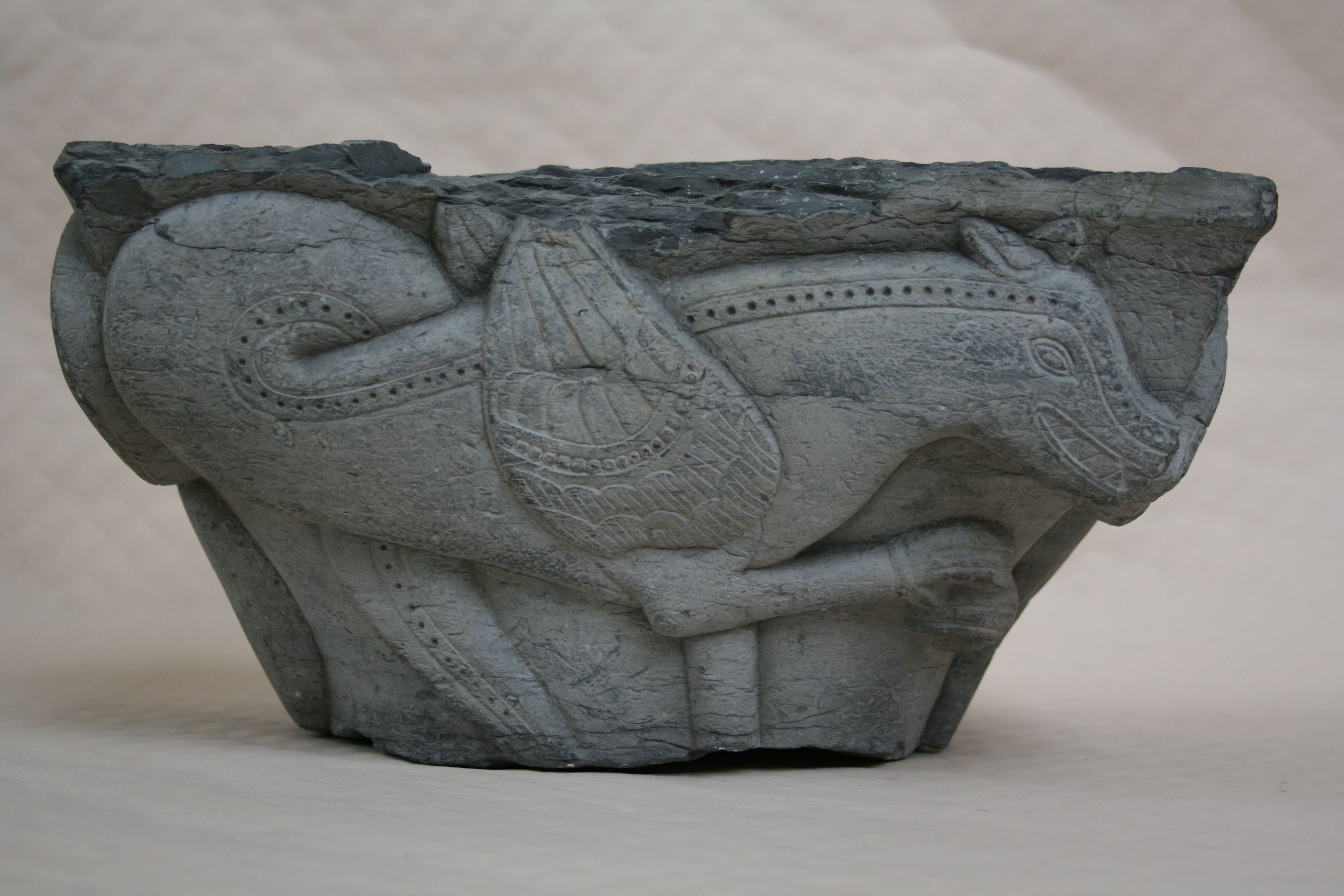
Chapiteau roman de l'abbaye de Saint-Amand, Musée de Saint-Amand-les-Eaux.

## L'abbaye baroque
L'église et le monastère, reconstruits dans le style baroque flamand de 1626 à 1672, dans les dernières décennies de la domination espagnole en Tournaisis (1521-1668), avaient remplacé des édifices vieillis et démodés.

### Le monastère
Le monastère du XVIIe siècle dessinait un vaste rectangle de 183 m de long sur 169 m de large, cantonné de tours :
- au sud-ouest, la « Tour » (ou massif occidental) de l'église abbatiale,
- au sud-est, la tour de Sainte Aldegonde,
- au nord-est, la tour du Pigeonnier,
- au nord-ouest, la tour des Agaches,

ces trois dernières plus modestes.

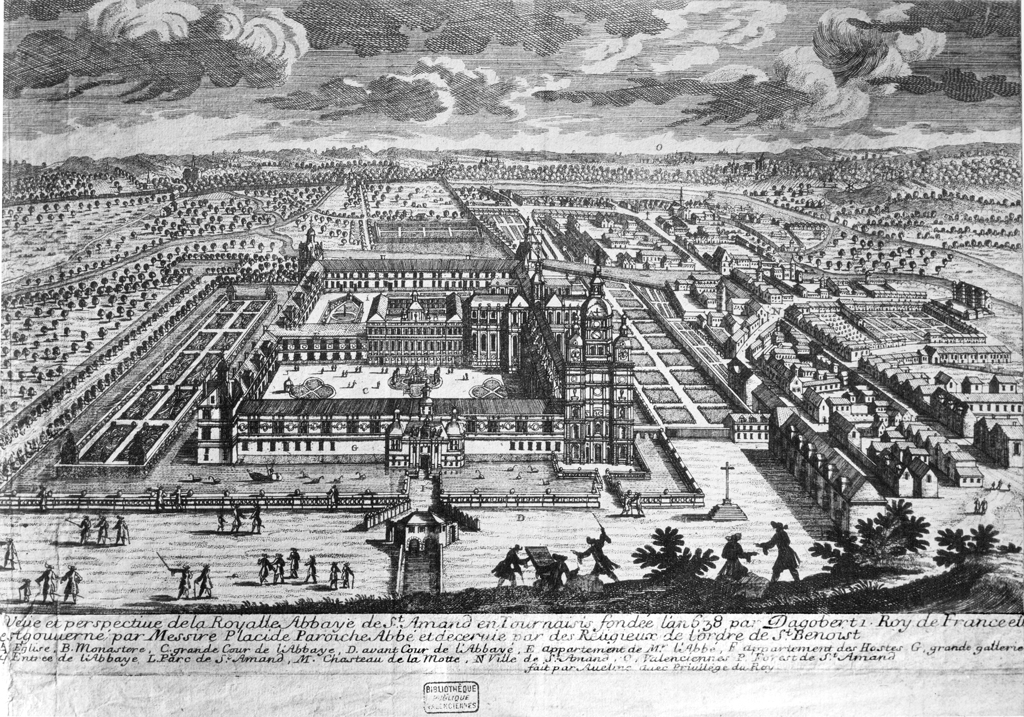
Veüe et perspective de la Royalle Abbaye de St Amand en Tournaisis fondée l'an 638 par Dagobert 1 Roy de France, elle est gouverné par Messire Placide Paroiche Abbé et decervie par des Religieux de l'ordre de St Benoist.

Si la face sud du quadrilatère était occupée presque entièrement par l'église, en revanche les autres faces alignaient des corps de bâtiments affectés aux services ; l'entrée se faisait à la moitié de la face ouest par un double pavillon. Au centre du quadrilatère extérieur un deuxième quadrilatère renfermait les bâtiments claustraux proprement dits. Des douves baignaient les faces ouest et nord du monastère, qu'alimentait la rivière la Scarpe passant le long de la face est.
Les bâtiments reconstruits ne devaient durer guère plus de cent cinquante ans. Déclarés biens nationaux en 1789, ils furent démantelés de 1797 à 1820, à l'exception du quartier du prieur (divisé aujourd'hui en maisons mitoyennes), des pavillons d'entrée (l'ancien hôtel de ville ou échevinage) et de la « Tour ». Cette dernière a été classée monument historique en 1848, tandis que les pavillons d'entrée ont été classés en 1883.

### Les pavillons d'entrée

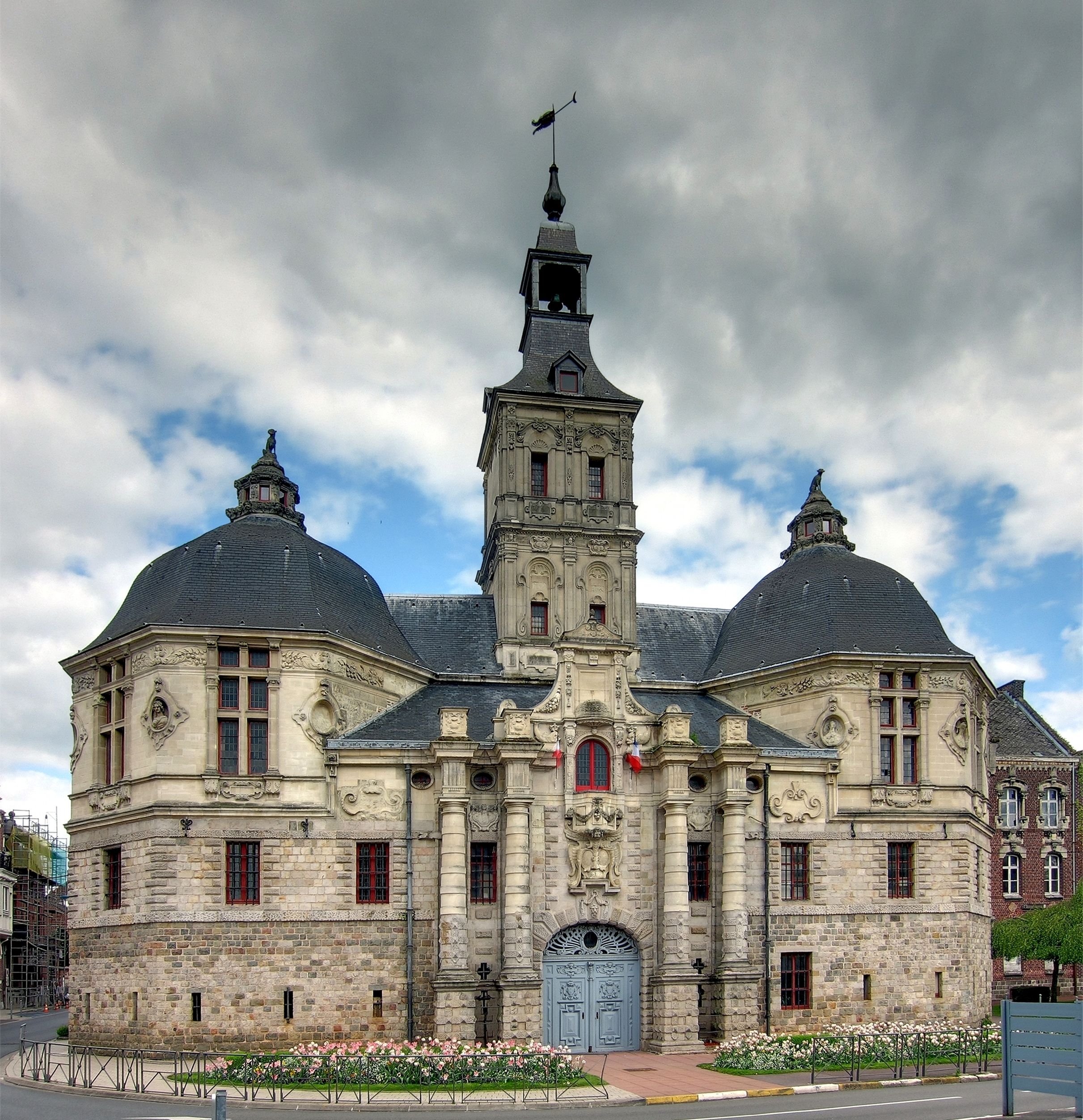
Les anciens pavillons d'entrée de l'abbaye baroque.

Terminé en 1632, cet ensemble, qui servait à la fois d'entrée de l'abbaye et d'hôtel de ville, comporte, sur l'axe, un portail, anciennement à pont-levis, flanqué de colonnes et terminé par un fronton incurvé. Un clocher ou beffroi carré à deux étages le domine. Un petit bâtiment relie celui-ci de part et d'autre à un pavillon octogonal à un étage, coiffé d'un dôme à pans.
Avant la Révolution, les échevins avec le maire ou le prévôt y tenaient leurs réunions. On y rendait la justice, on y emprisonnait les condamnés. Après le transfert des affaires judiciaires au tribunal de Valenciennes dans les années 1960, la salle dite de haute justice devint un salon de réception (le salon Watteau).

### L'église abbatiale
Les églises bâties au XVIIe siècle furent de deux sortes :
- d'une part celles édifiées par des ordres récemment créés ou bien enrichis par la restauration de la foi religieuse ;
- d'autre part celles remplaçant d'anciennes abbatiales ou collégiales, démodées ou ruinées[10].

#### Dimensions
Si les églises de fondation récente furent peu importantes en dimension (de 60 à 70 m de long sur 25 à 30 m de large), par contre les églises reconstruites atteignent une taille imposante car les chapitres qui les érigeaient auraient cru déchoir s'ils n'avaient pas rivalisé avec leurs prédécesseurs. C'est ce qui s'est passé à l'église abbatiale de Saint-Amand-les-Eaux, construite entre 1648 et 1675. Les bénédictins DD. E. Martène et H. Durand, qui visitèrent le monastère en 1713, ne manquèrent pas d'être frappés par les dimensions de l'église :
« L'église tient de l'original et frappe d'admiration tous ceux qui y entrent. Elle a 460 pieds de longueur et 78 de largeur. La croisée en a 260 de longueur et 80 de largeur ».
L'église, au plan en croix à double transept (ou en croix de Lorraine), atteint quelque 140 m de long hors œuvre et 78 m de large hors œuvre au transept (2). Elle dépassait donc en longueur Notre-Dame de Strasbourg (112 m),.

#### Plan

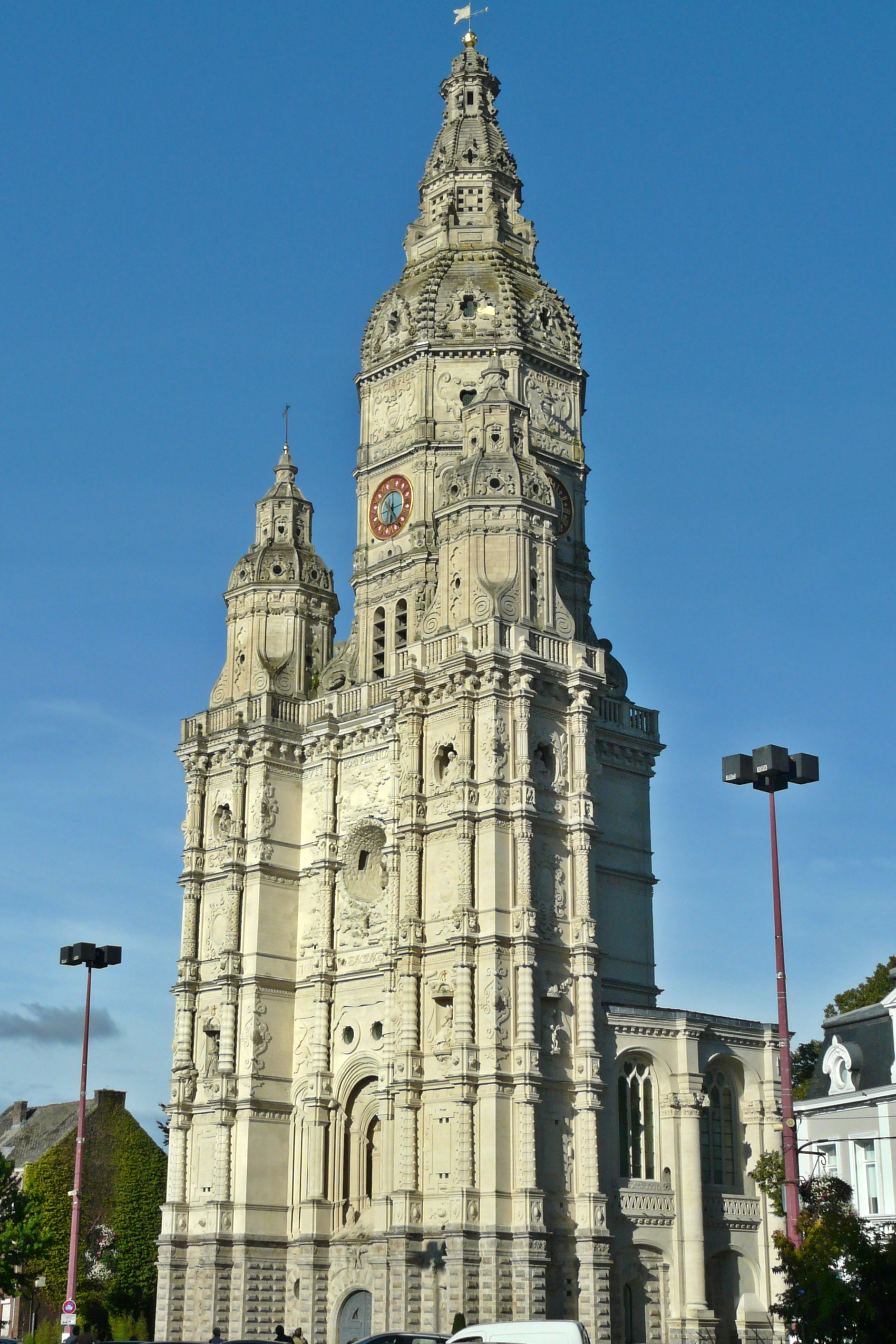
Le massif occidental de l'ancienne église abbatiale baroque, en 2013.

Étirée en longueur, l'abbatiale se composait d'une nef bordée de collatéraux, coupée en son milieu par un très long transept entouré de bas-côtés, puis par un faux transept bas et court, enfin fermée par un chevet droit auquel s'adossaient trois chapelles à pans coupés, la majeure, plus profonde, étant précédée d'un clocher carré. Chacun des quatre croisillons s'achevait par une abside octogonale. En tête de nef, une tour-clocher octogonale, coiffée d'un dôme et de deux lanternes superposées, s'asseyait sur un porche accolé de deux tourtelles d'escalier. Une tour-lanterne octogonale, coiffée d'un dôme et d'un lanternon, surmontait la croix centrale. Une lanterne en menuiserie devait, à partir de 1700, éclairer le faux transept.

#### Crypte
Le rez-de-chaussée de la nef au nord du transept était occupé par une immense salle divisée par quatre files de huit piliers : il s'agissait de la crypte, église complète avec nefs, chœur, sanctuaire, chapelles, etc., réédifiée sur les fondements de l'église du VIIe siècle et affectée à un rôle purement funéraire à cause de son humidité. Les murs en étaient en grès plats, d'extraction locale, appelés « platoux ». On accédait à la crypte par des degrés placés à l'extrémité des bas-côtés.

#### Chœur
Au-dessus se trouvaient le chœur et ses annexes, réservés au clergé.

#### Basilique
Le rez-de-chaussée du transept et de la partie occidentale formait la basilique ouverte au peuple. Un escalier de quarante-trois degrés de marbre noir, ceint d'une grille dorée, permettait de monter de ce dernier niveau à celui du chœur. Au-dessus de ce grand escalier d'honneur, dit escalier royal, émergeait le maître-autel.

#### Tribune
Sur les côtés du transept et de la nef occidentale, s'ouvraient quatre étages : une allée basse au rez-de-chaussée, en grès, de hautes tribunes prenant naissance au portail, un triforium et un rang de fenêtres hautes. Les tribunes se déroulaient jusqu'au tour du chœur dont elles atteignaient exactement le niveau. Chœur et tribunes formaient ainsi l'église réservée aux religieux.

#### Voûtements
Le tout était couronné de voûtes d'arêtes en plein cintre où se mêlaient les traditions gothiques et les tendances novatrices de la Renaissance. La dorure et la peinture rehaussaient les écussons et les cartouches qui parsemaient les voûtes. Les arcs du rond-point avaient la forme de cintres surhaussés, sortes de mîtres au faîte émoussé qui portaient leur extrados a la même hauteur que les pleins cintres voisins. Au dôme au-dessus de la croisée du transept le passage du plan carré à l'octogone était obtenu par des arcs tendus des reins d'un doubleau à ceux du doubleau voisin. Sur ces huit arcs reposait le tambour percé d'une baie à chaque face.

## Liste des abbés
- 633-678 : saint Amand de Maastricht
- 678-688 : bienheureux André
- 688-690 : Jean I
- 690-7?? : Wenegisile
- 7??-7?? : Wenebert
- 7??-7?? : Firmin
- 7??-7?? : Guntbert
- 7??-7?? : Gerrhaus
- 7??-7?? : Sarauvard
- 7??-7?? : Ostinge
- 7??-7?? : Ermenthée
- 7??-782 : Gislebert I
- 782-787 : Agelfrid
- 787-810 : Arn
- 810-819 : Adalric
- 819-827 : Rotfrid
- 827-845 : Adalléode
- 845-847 : Gislebert II
- 847-852 : Hildéric
- 852-864 : Adalard / Adahard fils de Gisèle (fille de Louis le Pieux) et saint Évrard
- 864-868 : Altfrid
- 868-871 : Carloman de France
- 871-887 : Gauzlin
- 887-921 : Robert
- 921-952 : Roger
- 952-956 : Leudric
- 956-970 : Genulphe
- 970-996 : Guerric
- 996-1013 : Ratbod
- 1013-1018 : bienheureux Richard
- 1018-1065 : Malbod
- 1065-1076 : Lambert Fulcrad
- 1076-1085 : Bovon I l’Ancien
- 1085-1107 : Hugues I
- 1107-1121 : Bovon II le Jeune
- 1121-1123 : Gautier I
- 1123-1145 : Absalon
- 1145-1150 : Gautier II
- 1150-1168 : Hugues II
- 1168-1187 : Jean II
- 1187-1191 : Eustache
- 1191-1192 : Arnoul
- 1192-1201 : Gautier III
- 1201-1207 : Jean III
- 1207-1218 : Guillaume I
- 1218-1225 : Gautier IV
- 1225-1238 : Herbert
- 1238-1241 : Jean IV Gannereau
- 1241-1262 : Gautier V de Hertaing
- 1262-1264 : Gilles de Tournai
- 1264-1265 : Henri I de Scanden
- 1265-1266 : Foulques
- 1266-1284 : Augustin
- 1284-1300 : Guillaume II
- 1300-1325 : Pierre I Grongnart
- 1325-1342 : Thierry de Haudion
- 1342-1360 : Jean V de Vassoigne
- 1360-1364 : Jacques de Soudans
- 1364-1386 : Jean VI de Mortagne
- 1386-19/06/1407 : Nicolas I de Maroilles
- 19/06/1407-13/08/1407 : Louis I de Rasse
- 13/08/1407-1416 : Nicolas II Louhier
- 1416-1432 : Matthieu de Launay
- 1432-1455 : Léon I de Lebrande
- 1455-1475 : Gérard Coustel
- 1475-1505 : Pierre II Quieke
- 1505-1513 : Charles Ier de Hautbois
- 1513-1518 : Guillaume III Bollart
- 1518-1526 : cardinal Louis II de Bourbon-Vendôme
- 1526-1559 : Georges d'Egmont-Gueldre
- 1559-1586 : cardinal Antoine Perrenot de Granvelle
- 1586-1606 : Jean VII Carton d'Ath
- 1606-1619 : Charles II de Par
- 1619-1621 : Laurent Dorpère
- 1621-1673 : Nicolas II du Bois[13].
- 1673-1693 : Pierre III Honoré du Locron
- 1693-1705 : Placide-François Parroiche
- 1705-1709 : cardinal François-Marie de Médicis
- 1709-1720 : cardinal Joseph-Emmanuel de La Trémoille de Noirmoutier
- 1720-1722 : cardinal Léon II Potier de Gesvres
- 1722-1753 : Nicaise Volet
- 1753-1759 : Louis III Honoré du Locron
- 1759-1790 : cardinal-duc Henri II Benoît-Marie-Clément-Thomas-François-Xavier Stuart d’York

Source : Gallia Christiana